# ボウマン (模型メーカー)
ボウマン (Bowman Models) とは、かつてイギリスに存在した模型メーカーである。

## 概要
ジェフリー・ボウマン・ジェンキンス (Geoffrey Bowman Jenkins ) が創業し、主に定置式の蒸気機関模型や船舶模型、蒸気機関車の模型などを製造した。メカノ製のゼンマイ式鉄道模型や船舶模型に付加させる蒸気機関も製造した。矢を射る人物をモチーフとするトレードマークを使用していた。

## 歴史・沿革
1923年、イギリス南東部ノーフォークのディアラムでジェフリー・ボウマン・ジェンキンスが創業した。
産業革命の申し子ともいえる存在で、特に蒸気機関を原動力とする模型に力を入れていた。しかし、過度の蒸気機関へのこだわりが事業の転換を難しくする。同時期、他社が当時先端p技術だった電動機を動力として採用を進めていたのに対して、時代の流れに乗り遅れ1935年に廃業した。

## 製品
他社が比較的構造の複雑なスライドバルブやピストンバルブ等固定シリンダを採用したのに対して、ボウマンは構造が単純な首振り式蒸気エンジンを多用した。
安価で壊れにくい構造で摺動部の摩擦が比較的少ないため、同規模の牽引力の機関車であれば、安価で部品点数が少なく堅牢に作ることができ、耐久性にも優れていた。同時期の他社製品よりも安かった。
蒸気機関車は軸配置4-4-0のテンダー式と、2種類の0-4-0のタンク式を発売した。これらは軌間32mmのOゲージ用の線路を使用したが、縮尺はOスケールより大きく、1番スケールに近かった。これら機関車に牽引させる客車と貨車も発売していた。
活動期間が短かったため、現存数は比較的少ない。また、コンディションの良好な物は少ない。当時の品は現在でもイギリスを中心としたヨーロッパの中古玩具市場で出回っている。